# Haemorhous
Haemorhous es un género de aves paseriformes perteneciente a la familia Fringillidae propias de Norteamérica. Sus tres miembros se caracterizan por tener plumajes con varios tonos de rojo. El nombre de género procede de los términos griegos αἷμα (haima) «sangre» y ὀρρός (orrhos) «suero» en referencia a sus tonos rojizos.

## Taxonomía
Los integrantes del género anteriormente se clasificaban en el género de los camachuelos Carpodacus, pero los estudios genéticos demostraron que no estaban cercanamente emparentados con los camachelos que habitan en Eurasia.
Existieron varias radiaciones de camachelos. Una de las primeras fue la que originó a los ancestros de las especies de camachuelos de Norteamérica que se diversificaron desde el Mioceno medio (hace unos 14–12 millones de años) a partir de protocamachuelos.

## Especies
El género contiene tres especies:
- Haemorhous cassinii - camachuelo de Cassin;
- Haemorhous purpureus - camachuelo purpúreo;
- Haemorhous mexicanus - camachuelo mexicano.